# سیارک ۶۱۰۹
سیارک ۶۱۰۹ (به انگلیسی: 6109 Balseiro، نامگذاری:1975QC) شش هزار و صد و نهمین سیارک کشف شده‌است که در ۲۹ اوت ۱۹۷۵ کشف شد.